# São Romão (Minas Gerais)
São Romão é um município brasileiro no estado de Minas Gerais, Região Sudeste do país. Localiza-se no norte mineiro e sua população recenseada em 2022 era de 10 315 habitantes. Situa-se a uma latitude 16º22'07" sul e a uma longitude 45º04'10" oeste e suas principais atividades econômicas são a pesca  a agricultura e a pecuária.

## História

### Fundação
São Romão foi fundada em 23 de Outubro de 1668, sob o nome de Santo Antônio da Manga, tendo como primeiros habitantes os índios caiapós que viviam numa ilha que divide o rio São Francisco à altura do que seria mais tarde o arraial, fundado às margens esquerdas do rio São Francisco, entre os rios: Urucuia, Paracatu e Ribeirão da Conceição.
Essa ilha foi palco de violentas batalhas travadas entre foragidos da justiça de todo Brasil e de Portugal, índios nômades ou aldeados, escravos fugidos e elementos desgarrados de antigas bandeiras, tendo como combatente principal Manuel Francisco de Toledo, designado para o policiamento do local pelo governo da província. Manuel Francisco de Toledo era sobrinho de Januário Cardoso de Almeida.
"Fronteira ao arraial está uma ilha, que se diz a de São Romão, com meia légua de comprido e quase 400 passos geométricos de largo, onde consta, por tradição constante e não controvertida, que houve uma aldeia de índios, os quais a desampararam, depois de destroçados por Januário Cardoso de Almeida, paulista, e Manuel Pires Maciel, português, em dia de "São Romão". Não havendo certeza do ano desse fato, sabe-se contudo que fora antes de 1712...".

### Motins do Sertão
Mais tarde, em 1736, marcada pelo inconformismo perante o jugo colonial, explodiram os motins do sertão transformando o arraial mais uma vez em cenário de lutas tendo desta feita, como principal combatente o comandante Pedro Cardoso (procurador do povo), filho de Maria da Cruz.
Este movimento foi o primeiro, contra a cobrança de impostos e a liberdade destes para o povo do sertão do São Francisco e das minas. Era a guerra contra a cobrança de impostos. O palco foi o Arraial de São Romão, porque era o primeiro porto e Entreposto Comercial do médio São Francisco e a sede de Judicatura, portanto, no arraial tinha promotoria, era a sede da justiça no sertão das Gerais e pertencia a comarca do Rio das Velhas, com sede em Sabará. Estes movimentos aconteceram 53 anos antes da inconfidência mineira e abalou os governantes da capital da colônia e o Rei em Portugal.
Após a conquista, empório comercial e ponto de ligação dos sertões com o litoral, o arraial viveu os seus dias de glória tendo sido porto de escoamento de ouro e de cunho de moedas bem como de pedras preciosas e minerais oriundos em sua grande maioria de Goiás e Mato Grosso.
Em 1831, o arraial passa a condição de vila, com o peculiar nome de Vila Risonha de Santo Antônio da Manga de São Romão, homenagem do Santo do dia de sua fundação. Elevado à condição de Município em 1924, pela Lei Estadual nº 843 de 7 de Setembro de 1923, com o nome de São Romão, faziam parte de seu território os distritos de Capão Redondo (hoje Santa Fé), Arinos, Formoso e Buritis. São Romão possui atualmente dois distritos, a sede e o distrito da Ribanceira, a 12 km de distância, situado a margem esquerda do rio São Francisco.

## Mito da Casa da Moeda
Em São Romão existiam três casarões com brasões da República Federativa do Brasil (de forma irregular) em suas fachadas, construídos entre os anos de 1890 a 1930. Dois  pertenciam aos irmãos republicanos Francisco José Leite e Joaquim José Leite. O outro, pertenceu a Toniquinho Guedes.
O único ainda preservado, é localizado no nº 78 da Avenida Newton Gonçalves Pereira e hoje é sede da Secretaria de Cultura e Turismo, construído no início da Década de 30 por Francisco Leite. Este casarão ganhou o status de Casa da Moeda do Brasil no final da Década de 90, porém é sabido que Francisco José Leite usou o brasão da República de forma não oficial na fachada do casarão, simplesmente porque era republicano.
Os outros dois casarões, que tinham em suas fachadas o mesmo brasão, apesar de arquiteturas diferentes, foram derrubados na enchente de 1979. Estavam localizados, o pertencente a Joaquim José Leite, na Rua Major Saint Clair Valadares, esquina com Manoel Jovino Filho e o  outro, que pertenceu a Toniquinho Guedes, entre a antiga Avenida Quintino Vargas, (ex Rua dos Umbuzeiros) e a Rua dos Oliveiras,(ex Rua das Pedrinhas). Todos os três casarões, eram residências e comércio.
Hoje, o grande desafio da Secretaria de Cultura é desfazer o mito que algum dia São Romão teve casa da moeda ou de fundição.

## Geografia
De acordo com a divisão regional vigente desde 2017, instituída pelo IBGE, que agrupa os municípios em regiões geográficas, o município pertence à região imediata de São Francisco, dentro da região intermediária de Montes Claros. Na antiga vigência das divisões em microrregiões e mesorregiões, fazia parte da microrregião de Pirapora, que por sua vez estava incluída na mesorregião do Norte de Minas.

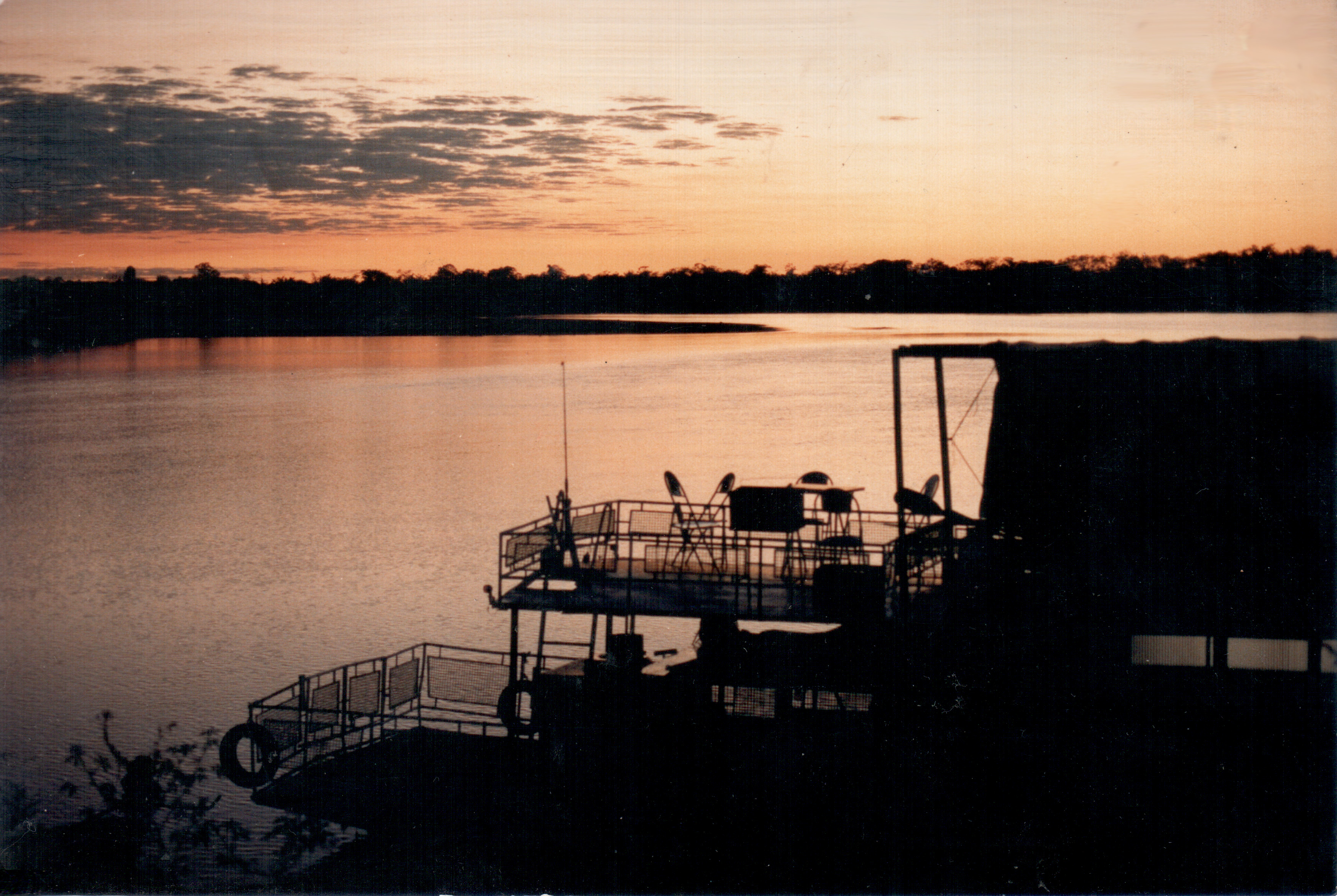
Rio São Francisco em São Romão
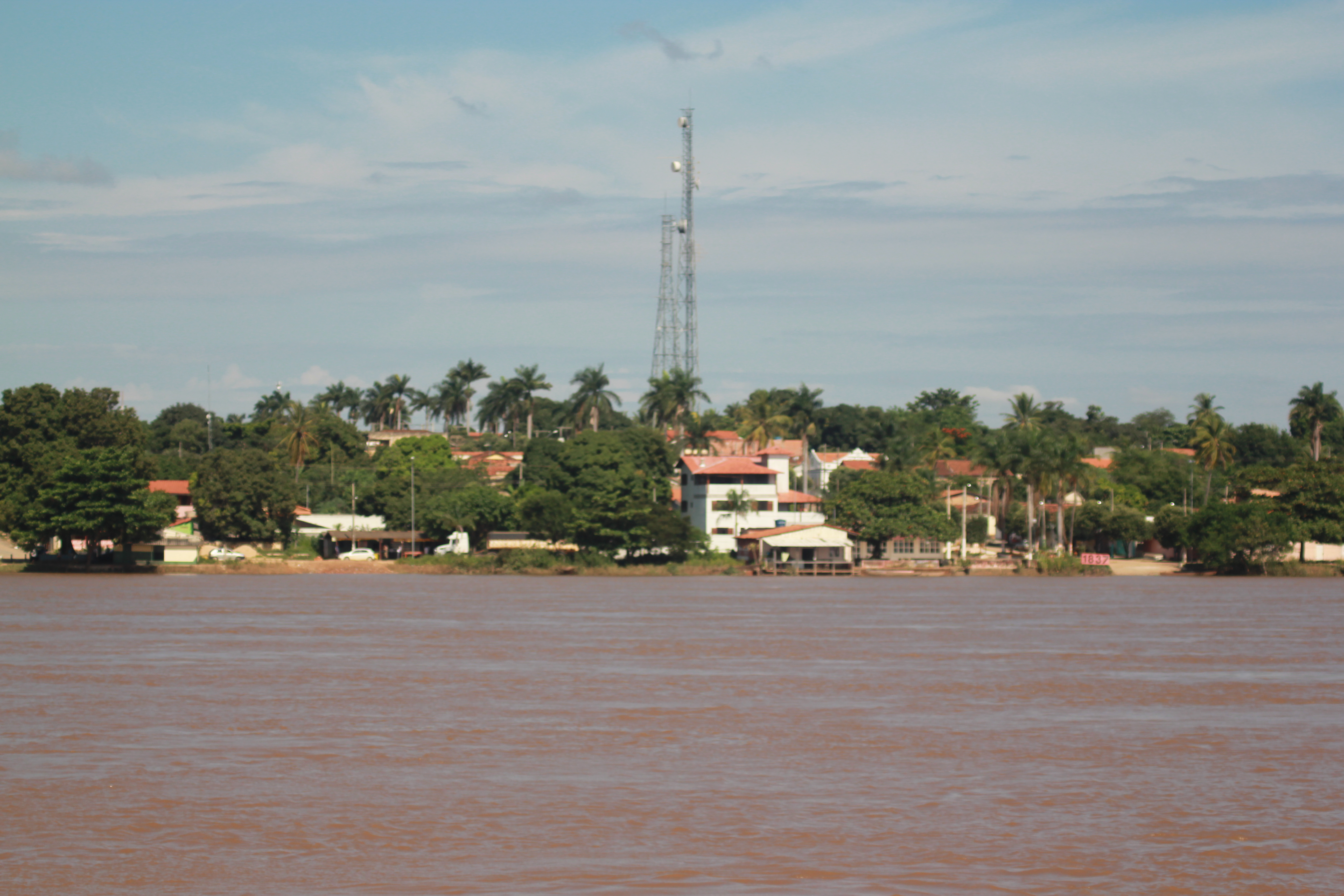
Vista da cidade às margens do rio São Francisco
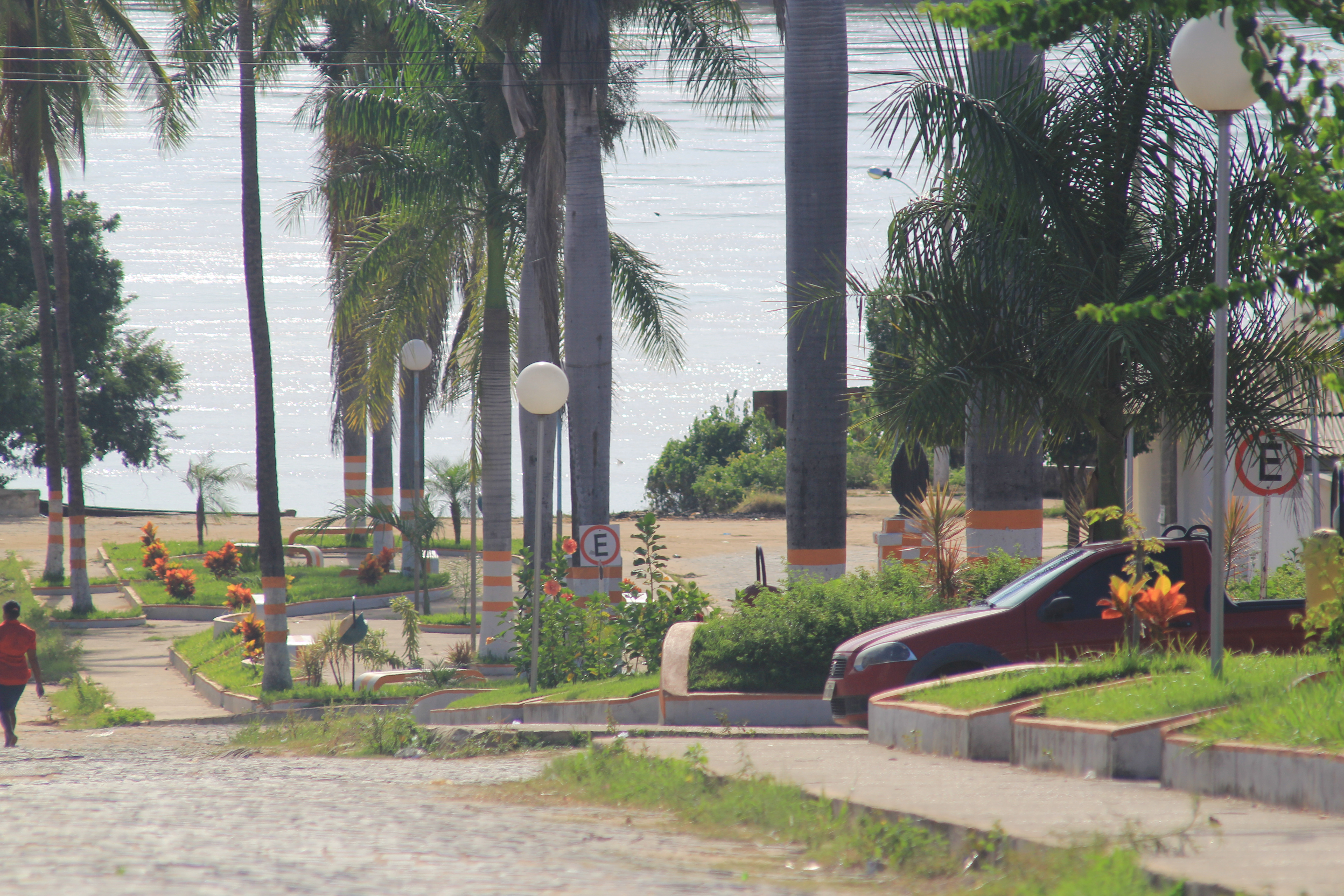
Aspecto da cidade com o rio São Francisco ao fundo

Segundo dados da estação meteorológica automática do Instituto Nacional de Meteorologia (INMET), em operação desde julho de 2007, a menor temperatura registrada em São Romão ocorreu em 1º de agosto daquele ano, com mínima de 5,4 °C, enquanto o dia mais quente foi 26 de setembro de 2023, quando a máxima atingiu 43,5 °C. O recorde de precipitação acumulada em 24 horas é de 144,8 milímetros (mm) em 1º de dezembro de 2014.
| Dados climatológicos para São Romão | Dados climatológicos para São Romão | Dados climatológicos para São Romão | Dados climatológicos para São Romão | Dados climatológicos para São Romão | Dados climatológicos para São Romão | Dados climatológicos para São Romão | Dados climatológicos para São Romão | Dados climatológicos para São Romão | Dados climatológicos para São Romão | Dados climatológicos para São Romão | Dados climatológicos para São Romão | Dados climatológicos para São Romão | Dados climatológicos para São Romão |
| Mês                                 | Jan                                 | Fev                                 | Mar                                 | Abr                                 | Mai                                 | Jun                                 | Jul                                 | Ago                                 | Set                                 | Out                                 | Nov                                 | Dez                                 | Ano                                 |
| ----------------------------------- | ----------------------------------- | ----------------------------------- | ----------------------------------- | ----------------------------------- | ----------------------------------- | ----------------------------------- | ----------------------------------- | ----------------------------------- | ----------------------------------- | ----------------------------------- | ----------------------------------- | ----------------------------------- | ----------------------------------- |
| Temperatura máxima recorde (°C)     | 39                                  | 38,3                                | 38,9                                | 37,7                                | 36,3                                | 36,6                                | 35,6                                | 39,1                                | 43,5                                | 43,1                                | 42,2                                | 39,9                                | 43,5                                |
| Temperatura mínima recorde (°C)     | 15,1                                | 15,3                                | 14,9                                | 10,3                                | 8,7                                 | 6,3                                 | 6,1                                 | 5,4                                 | 7,3                                 | 12,9                                | 13,8                                | 14,6                                | 5,4                                 |
| Fonte: INMET (01/07/2007-presente)  |                                     |                                     |                                     |                                     |                                     |                                     |                                     |                                     |                                     |                                     |                                     |                                     |                                     |